# بخش خنرال سان مارتین
خنرال سان مارتین پارتیدو (به اسپانیایی: Partido de General San Martín) یک منطقهٔ مسکونی در آرژانتین است که در استان بوئنوس آیرس واقع شده‌است. خنرال سان مارتین پارتیدو ۵۶ کیلومتر مربع مساحت و ۴۲۲٬۸۳۰ نفر جمعیت دارد.

## خواهرخوانده
شهر کاوناس خواهرخواندهٔ خنرال سان مارتین پارتیدو هست.